# Fuerzas Armadas de Sri Lanka
Las Fuerzas Armadas de Sri Lanka son las fuerzas armadas unificadas generales de la República Socialista Democrática de Sri Lanka, que abarcan el Ejército de Sri Lanka, la Armada de Sri Lanka y la Fuerza Aérea de Sri Lanka. Su ala más importante es el ejército de tierra, estructurado según el modelo de regimiento británico. 
Cuentan con unos 346 700 efectivos en activo; mientras que el servicio militar obligatorio nunca ha sido impuesto en Sri Lanka. Dependen directamente del Ministerio de Defensa, y su Comandante en Jefe es el primer ministro Ranil Wickremesinghe.
Fue destacado su papel en la guerra civil de Sri Lanka, donde fue acusada de abusos contra los derechos humanos.

## Historia

### Origen
Sri Lanka tiene una historia militar que se remonta a más de 2000 años. Las raíces del ejército moderno de Sri Lanka se remontan a la era colonial cuando los portugueses, neerlandeses y británicos establecieron milicias locales para apoyar sus guerras contra los reinos locales. Los británicos crearon el Regimiento de Fusileros de Ceilán durante las guerras de Kandy. Aunque tenía nativos en sus filas, estaba compuesto en gran parte por soldados de etnia malaya. Se disolvió en 1873.
El origen de las Fuerzas Armadas de Sri Lanka se remonta a 1881, cuando los británicos crearon una reserva de voluntarios en la isla llamada Voluntarios de Infantería Ligera de Ceilán. Creado para complementar la guarnición británica en Ceilán en caso de una amenaza externa, fue aumentando gradualmente de tamaño. En 1910 pasó a llamarse Fuerza de Defensa de Ceilán (CDF) y constaba de varios regimientos. La CDF se movilizó para la defensa local en la Primera Guerra Mundial y nuevamente en la Segunda Guerra Mundial cuando sus unidades se desplegaron junto con las fuerzas aliadas en Asia y África. Al final de la guerra, creció en tamaño hasta convertirse en una brigada independiente, pero se desmovilizó en 1946 y se disolvió en 1949. En 1937, se estableció la Fuerza de Voluntarios Navales de Ceilán, movilizada para la guerra en 1939 y que se incorporó a la Royal Navy.
Tras el establecimiento del Dominio de Ceilán y su independencia del Reino Unido en 1948, se comenzó a trabajar para establecer un ejército regular. La Ley del Ejército No. 17 de 1949 fue aprobada por el Parlamento el 11 de abril de 1949 y formalizada en la Gaceta Extraordinaria No. 10028 del 10 de octubre de 1949. Esto marcó la creación del Ejército de Ceilán, y la CDF y la CRNVR se disolvieron para dar paso a una armada regular. El 9 de diciembre de 1950 se estableció la Armada Real de Ceilán (RCyN). Finalmente, en 1951 se estableció la Royal Ceylon Air Force (RCyAF) como la más joven de las tres fuerzas. Desde el principio, Gran Bretaña desempeñó un papel importante ayudando al gobierno de Ceilán a desarrollar sus fuerzas armadas.

### Guerras civiles

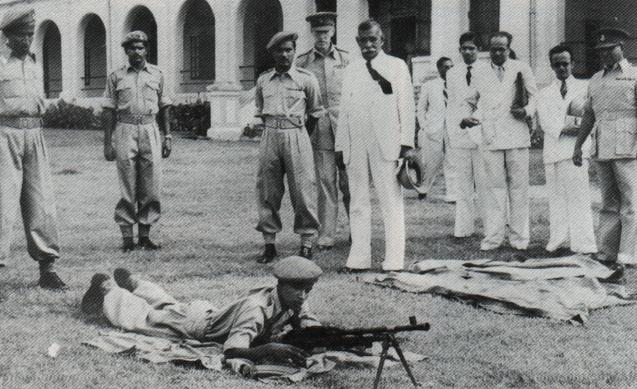
El primer ministro D. S. Senanayake observando el entrenamiento de la infantería ligera de Ceilán

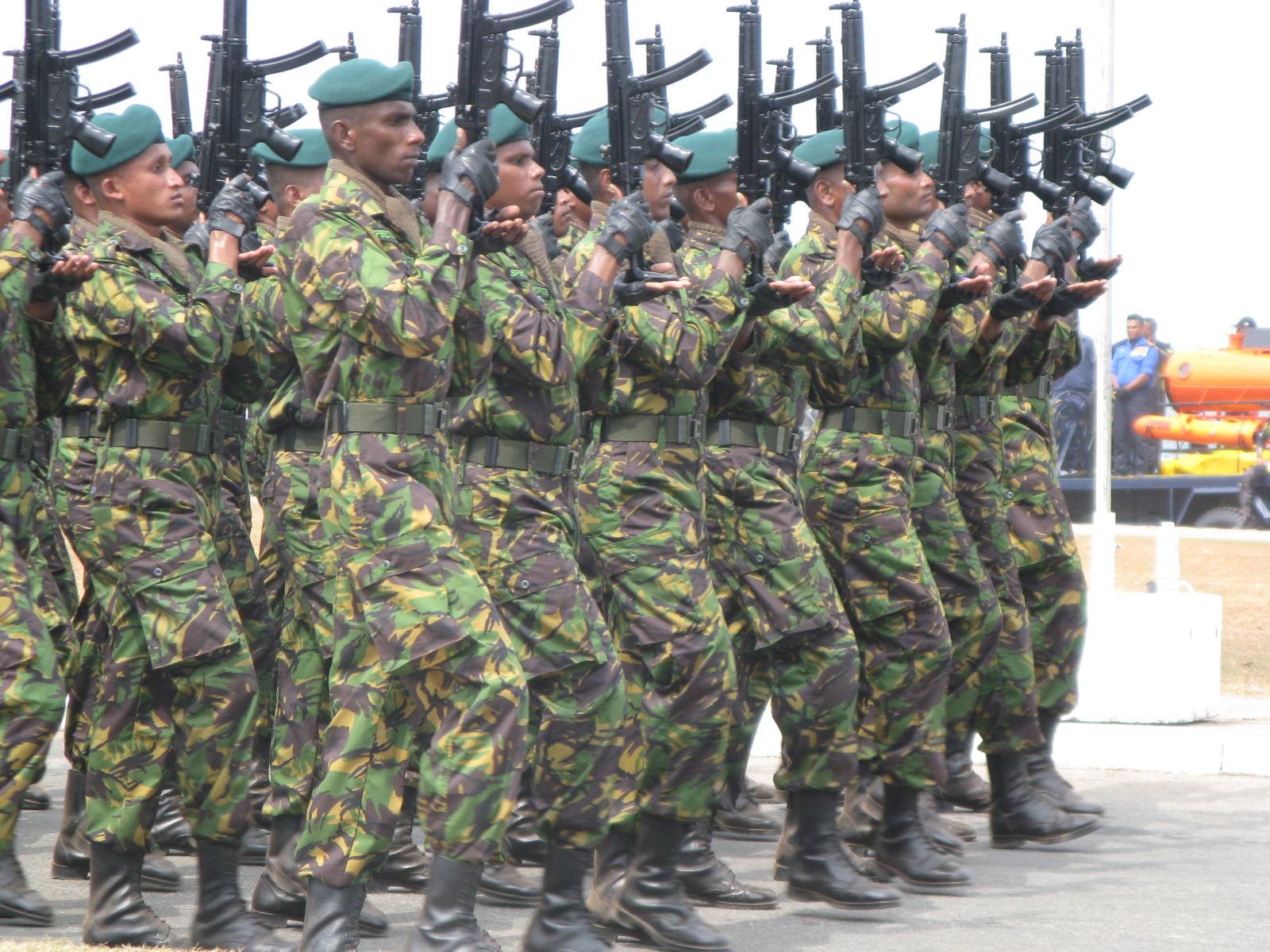
Desfile de las Fuerzas Armadas esrilanquesas en 2012.

El crecimiento de las Fuerzas Armadas de Ceilán fue lento debido a la falta de amenazas extranjeras, ya que Ceilán mantenía relaciones cordiales con su vecina India y tenía un tratado de defensa con Reino Unido. En la década de 1950 se empleó principalmente en la seguridad interna ayudando a la policía. Hubo un intento de golpe de Estado en 1962 por parte de un grupo de reservistas, lo que provocó recortes en el gasto militar y la disolución de varios regimientos. Esto, junto con la falta de una agencia de inteligencia, lo dejó mal preparado para la insurgencia lanzada por el Janatha Vimukthi Peramuna (JVP o Frente de Liberación Popular) marxista en abril de 1971. Las Fuerzas Armadas de Ceilán se movilizaron para operaciones de combate por primera vez y su tamaño creció rápidamente, controlando la insurrección en unos meses. En 1972, Ceilán se convirtió en república y las Fuerzas Armadas de Ceilán se convirtieron en las Fuerzas Armadas de Sri Lanka.
A principios de la década de 1980, las Fuerzas Armadas de Sri Lanka se movilizaron contra la insurgencia de grupos militantes tamiles en el norte de la isla. Este fue el comienzo de la Guerra Civil de Sri Lanka. El tamaño de las Fuerzas Armadas creció rápidamente en esta época. A mediados de la década de 1980, las Fuerzas Armadas comenzaron a lanzar operaciones similares a las de una guerra convencional contra los Tigres de Liberación del Eelam Tamil, que se había convertido en el más poderoso de los grupos guerrilleros tamiles. Esto llevó a India a intervenir ingresando al espacio aéreo de Sri Lanka para llevar a cabo entregas de alimentos. Poco después se firmó el Acuerdo Indo-Sri Lanka y se envió a la Fuerza India para el Mantenimiento de la Paz (IPKF) a Sri Lanka para establecer la paz.
El 3 de enero de 2008, el gobierno informó de su decisión de abandonar el alto el fuego, queterminó oficialmente el 16 de enero de 2008, luego de varios atentados con bombas en la capital, Colombo. Durante ese año hubo intensos combates en la provincia del norte, donde las Fuerzas Armadas de Sri Lanka lanzaron importantes ofensivas y lograron liberar las áreas controladas por los Tigres tamiles. Encajonados en una pequeña área de tierra al norte de Mullaitivu los Tigres, con sus cuadros y líderes restantes quedaron efectivamente atrapados en mayo de 2009. La muerte de varios líderes, incluido su líder Velupillai Prabhakaran, precipitó el final del conflicto.
Tanto las fuerzas armadas esrilanquesas como los Tigres tamiles han sido acusados de cometer crímenes de guerra durante el conflicto, particularmente durante las etapas finales. Un panel de expertos designado por el Secretario General de la ONU, Ban Ki-moon, encontró pruebas de que ambas facciones habían cometido crímenes contra la humanidad en la parte final del enfrentamiento. En este ámbito se enmarca la masacre de Muttur, el asesinato el 5 de agosto de 2006 de 17 empleados de la ONG internacional francesa Acción contra el Hambre, y del que fueron acusadas las fuerzas especiales del Ejército de Sri Lanka.

## Misiones internacionales

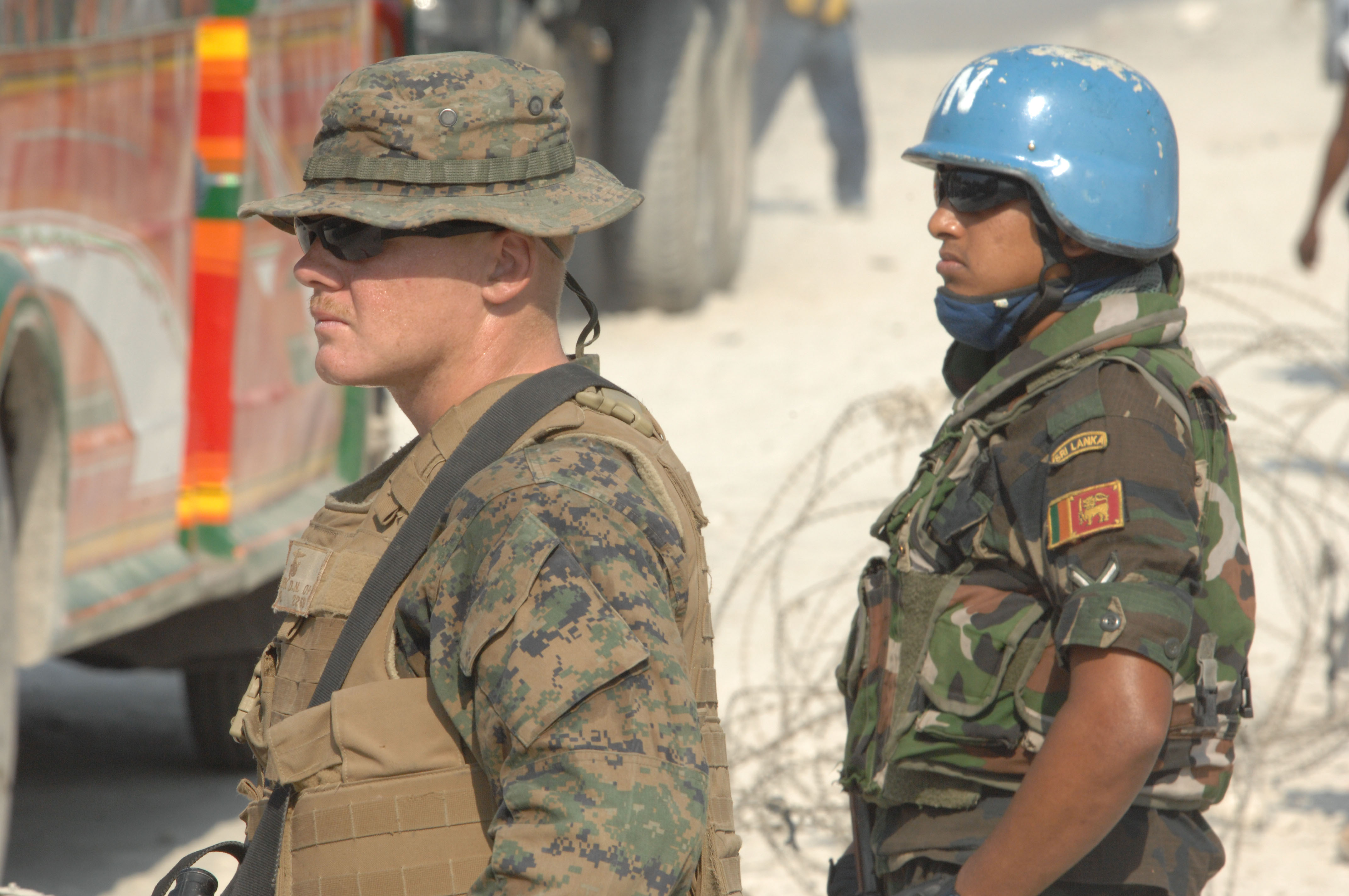
Pacificadores del ejército de Sri Lanka y del Cuerpo de Marines de los Estados Unidos en Haití.

Las Fuerzas Armadas de Sri Lanka han participado en las siguientes misiones de pacificación:
| País                                      | Ejército de tierra | Armada | Fuerza Aérea |
| ----------------------------------------- | ------------------ | ------ | ------------ |
| Líbano (UNIFIL)                           | 149                | -      | -            |
| República Democrática del Congo (MONUSCO) | 4                  | -      | -            |
| Malí (MINUSMA)                            | 203                | -      | -            |
| Abyei (UNISFA)                            | 6                  | -      | -            |
| Sudán del Sur (UNMISS)                    | 71                 | -      | 102          |
| (MINUSCA)                                 | 7                  | -      | 109          |
| Sáhara Occidental (MINURSO)               | 4                  | -      | -            |
| New York Mission                          | 3                  | -      | -            |
| Total                                     | 443                | 0      | 211          |